# ثوماند بارك
ثوماند بارك هو ملعب كرة قدم يقع في ليمريك، إيرلندا، يتسع لـ 25630 متفرج. تم افتتاحه في 1940.

## وصلات خارجية
- الموقع الرسمي